# 李堂 (明朝宦官)
李堂（1473年3月1日—1526年1月5日）， 保定府蠡县人，正德时内官监掌印太监。去世后由吏部尚书、内阁大学士楊一清撰写墓志铭，武定侯郭勋篆，文林郎孙绍祖书。

## 生平
成化九年（1473年），出生。
弘治三年（1490年），被推荐进入宫廷。
弘治七年（1494年），被选拔出跟随侍奉弘治帝。
正德十六年（1521年），升为内官监左监丞，署理巾帽局事物，在乾清宫应职。5月，因管理敢勇营军务，寻升内官监太监，赐以蟒衣、玉带，禁城乘骥。
嘉靖元年（1522年），赏赐禄米十有二石。
嘉靖二年（1523年），任命为乾清宫牌子，再赏赐蟒龙胸背，赏赐禄米十有二石。
喜靖四年（1525年），6月营建世庙，赏赐禄米十二石以及彩币、白金。9月修盖观德殿有功， 
嘉靖五年（1526年），去世，享年54岁。

## 亲属
- 李鉴（父）
- 温氏（母）
- 李进（弟）
  - 李釴（长子）——锦衣卫百户
  - 李钊（次子）——锦衣卫舍人